# Scomber scombrus
La caballa del Atlántico o verdel, también llamada xarda y sarda (Scomber scombrus), es una especie de pez perciforme de la familia Scombridae. La caballa es un pez teleósteo perteneciente a la familia de los escómbridos, orden Perciformes. Abunda en el océano Atlántico y en el mar Mediterráneo, donde es objeto de una intensa pesca debido a su apetecible carne.
En el Mediterráneo y Atlántico, se encuentra también el Scomber japonicus colias, caracterizado por sus grandes ojos y por una serie de manchones verdes que recubren la parte superior y los costados del cuerpo del pez.

## Descripción
La caballa tiene un cuerpo muy delgado con dos aletas dorsales separadas, con unas aletas pectorales cortas, y una aleta anal seguida de siete aletillas. Su coloración es azul oscura, con la panza blanca. Mide entre 25 y 45 cm de longitud y puede alcanzar 4,5 kg de peso.
Es característico de la caballa su dorso de color verde brillante con bandas negras ondulantes que se prolongan hasta la mitad del costado del animal. El vientre y la mitad del flanco son de color blanco plateado. La aleta caudal tiene normalmente forma de hoz. 
Se han dado casos de caballas con una longitud de 60 cm.

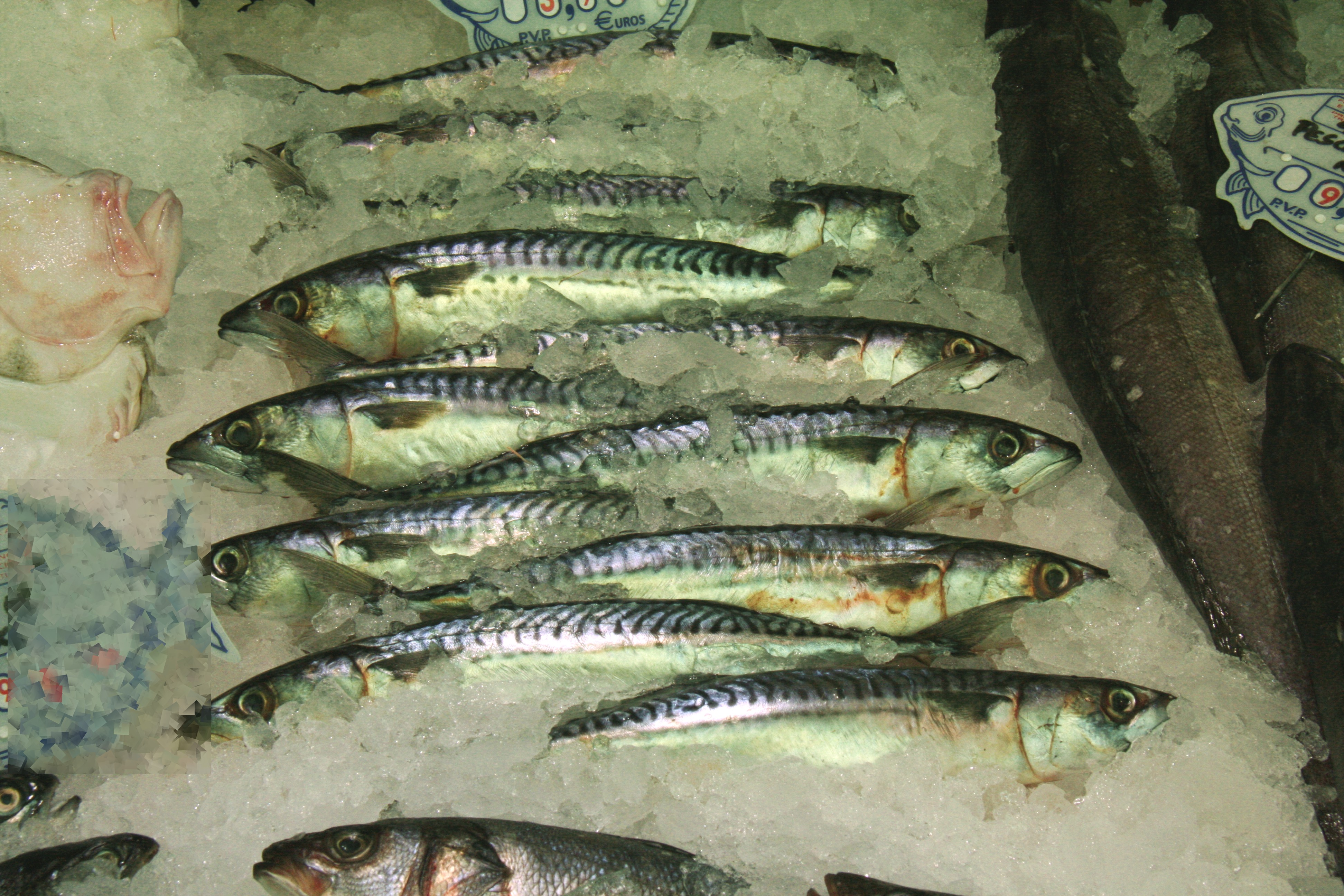
Caballas en un mercado español.

## Comportamiento
La caballa es un pez gregario que emprende largas migraciones. En primavera, vuelve a aguas más cálidas. Una vez realizada la freza (puesta), los grandes bancos de caballa se dividen en pequeños grupos y salen en busca de comida. En tiempos invernales la caballa permanece a unos 170 m de profundidad y no se alimentan. Cuando se acerca el buen tiempo, suelen agruparse en bancos muy numerosos y subir a la superficie.

## Alimentación
La caballa se alimenta de plancton, huevos de peces y pequeños crustáceos.

## Reproducción
La época de puesta va de mayo a julio para las caballas del Atlántico y entre marzo y abril para las caballas del Mediterráneo. 
Cada hembra de caballa pone, en aguas abiertas, entre doscientos mil y cuatrocientos cincuenta mil huevos. Las larvas eclosionan pasados unos pocos días de su puesta.

## Hábitat
La caballa vive en aguas abiertas cerca de la superficie. En primavera, permanece en zonas cercanas a la costa.

## Usos

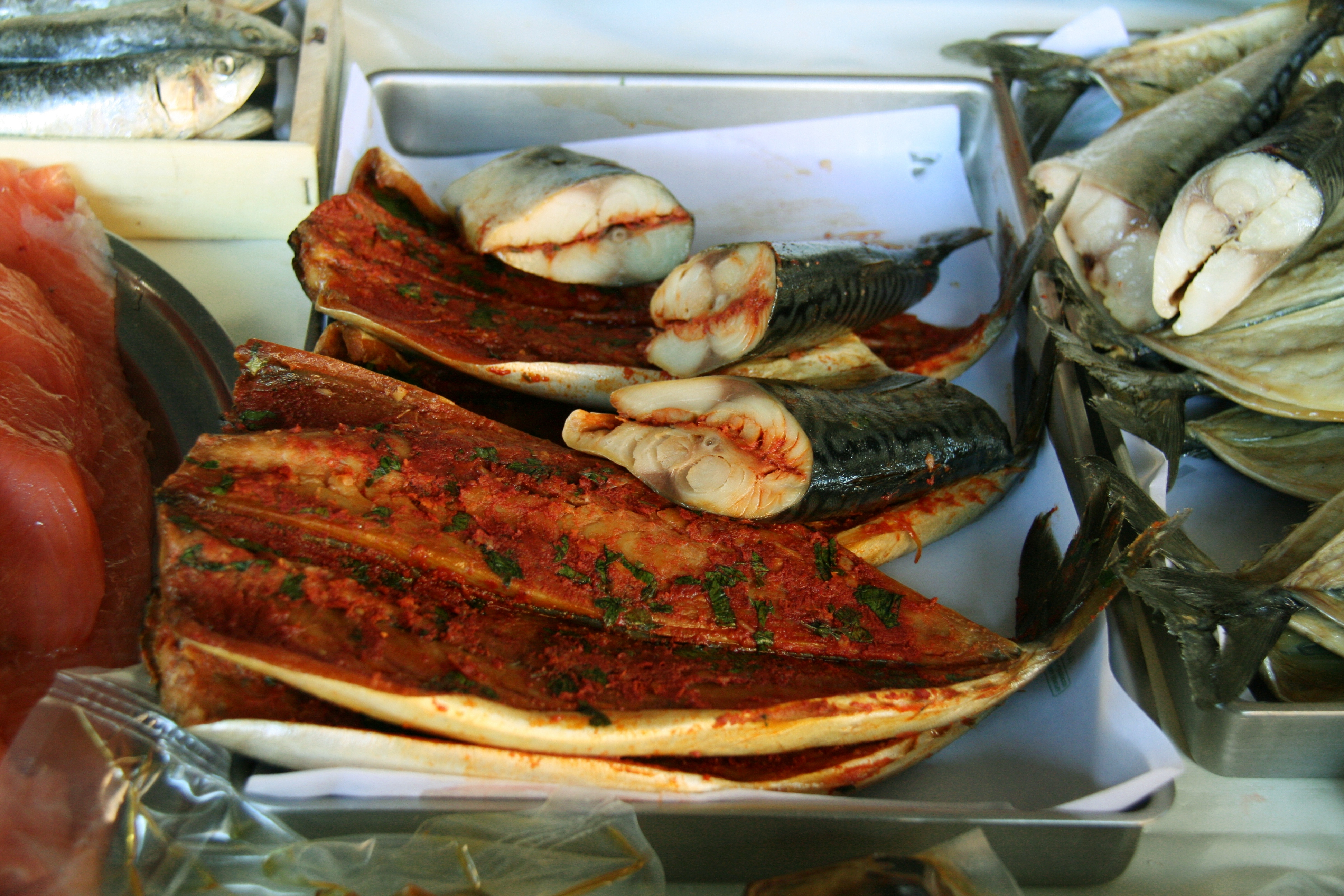
Escabeche de caballa en un mercado español.

La caballa posee muchos usos culinarios,como por ejemplo fideos con caballa, aunque por regla general son enlatadas, o preparadas en escabeche. Se utiliza también como cebo para la pesca del pez espada y similares.

## Nutrición y salud
Es un pescado con un alto contenido en purinas, que se transforman en ácido úrico, por lo que no se aconseja su consumo en caso de hiperuricemia o gota.

## Conserva
Las conservas de Andalucía están reconocidas como IGP.